# Російсько-турецька війна (1787—1792)
Російсько-турецька війна 1787—1792 років (також Російсько-османська війна 1787—1792 років) — війна між Російською і Османською імперіями за контроль над Північним Причорномор'ям і Кавказом. Викликана прагненнями османів, яких підтримували Велика Британія, Пруссія та Франція, повернути Крим і не допустити посилення російського впливу у Закавказзі та на колишніх землях запорожців. Російська імперія, спираючись на союз з Австрійською габсбургською монархією, прагнула міцно утвердитися у Північному Причорномор'ї і розширити свої володіння на Кавказі.

## Передумови
Попередня російсько-турецька війна, що тривала в 1768—1774 роках, завершилася поразкою Османської імперії, закріпленій Кючук-Кайнарджийським мирним договором. Згодом, у 1783 році, Росія анексувала Кримське ханство, яке протягом трьохсот років до того було васалом Османської імперії. Того ж року було підписано Георгіївський трактат про встановлення російського протекторату над Картлі-Кахетинським царством.
У січні-червні 1787 року Катерина II здійснила подорож, у ході якої відвідала Крим. Ці події спонукали турецького султана Абдул-Гаміда I 13 серпня 1787 року висунути ультиматум Росії з вимогою повернення Криму та Грузії. Росія відкинула ультиматум, і Османська імперія оголосила їй війну.

## Події

### Кампанія 1787 року
Османське командування, маючи армію чисельністю близько 200 тис. вояків і флот, планувало захопити Кінбурн, Херсон, а потім Крим, розгорнувши одночасно дії на Північному Кавказі.
Російська імперія зосередила 2 армії: Катеринославську під командуванням фельдмаршала Г. О. Потьомкіна (82 тис. вояків) із завданням захопити Очаків і вийти до Дунаю й Українську під командуванням фельдмаршала П. О. Рум'янцева (37 тис. вояків), розташовану на Поділлі, для сприяння головним силам. Оборона Криму та Кавказу покладалася на окремі корпуси і Чорноморську козацьку флотилію (оскільки власне Чорноморський флот Російської імперії ще тільки активно будувався).
У вересні 1787 року османське командування вирішило захопити Кінбурнську фортецю, в якій перебував О. Суворов зі своїм корпусом. Османська ескадра заблокувала Дніпровський лиман та висадила на Кінбурнську косу 6-ти тисячний десант яничарів. У бойових діях активну участь брали й українські козаки.
1 (12 жовтня) у Кінбурн висадився османський десант. Бій за Кінбурнську фортецю був жорстокий, сам Суворов був поранений. І лише висадка козацького десанту Лиманської флотилії та відмова задунайських козаків (що йшли на допомогу османам) воювати з «братами-запорожцями» дозволили О. Суворову скинути яничарів у лиман, та успішно завершили оборону Кінбурна.
Після невдалого штурму Кінбурна обидві сторони взяли перерву в активних бойових діях. Російська імперія — для того, щоб добудувати Чорноморський флот та встигнути набрати достатньо війська (в основному в Україні), Османська імперія — для перевезення нових військ для захисту Очакова та нападу на Херсон. Зі Стамбула на підмогу османам в Очаків була направлена ескадра із 50 кораблів на чолі з капудан-пашею Ескі-Гасаном.
Османський флотоводець знав, що негода в морі фактично вивела з ладу залишки російського флоту «великого моря». Знали про реальний стан справ і у Петербурзі.
У грудні 1787 року українські козаки перейшли з Прогноїв до Васильківського урочища в гирлі Дніпра, де заклали військовий кіш (Васильківську Січ). На військовій раді кошовим отаманом було обрано Сидора Білого, суддею — Антона Головатого, обрали старшину з 38 курінних отаманів «як одвіку водилося у Запорозькому Військові».

### Кампанія 1788 року
З метою залучили якомога більше українців на свій бік під час військових дій, 22 січня 1788 року імператриця Катерина II, підписала указ про створення «Війська вірних козаків». Козаки були підпорядковані генерал-аншефу О. Суворову, командувачу імператорськими військами. Суворову було доручено командувати 20 батальйонами, 38 ескадронами, флотилією та контролювати один із найважливіших у стратегічному плані Херсоно-Кінбурнський район.
Основні військові дії Російсько-османської війни у 1788 році розгорталися на Дніпровсько-Бузькому лимані.
У січні 1788 року у війну вступила Австрійська монархія, але у червні почалася війна Російської імперії зі Швецією та загострилися відносини з Річчю Посполитою, внаслідок чого воєнні дії в Молдавському князівстві обмежилися облогою та взяттям фортець Хотин (у вересні) та Очаків (у грудні).
20 травня в Бузький лиман увійшли гребні судна, вислані на розвідку попереду Чорноморської ескадри Абдул-Гаміда I під командуванням капудан-паші Есскі-Гуссейна. Вони були виявлені дубель-шлюпкою Християна Остен-Сакена. Щоб уникнути полону і захоплення судна ворогом, Остен-Сакен частину екіпажу зсадив на човен і підірвав власне судно разом із чотирма османськими абордажними суднами.
21 травня османський флот, у складі 10 лінійних кораблів, 6 фрегатів і 40 шняв, став на рейді Васильківського Коша і розпочав його артилерійський обстріл. Козаки, під проводом кошового Сидора Білого на чайках зайняли бойову позицію та розпочали атаку османських кораблів. Але адмірал Гасан-паша бою не прийняв і відвів свою ескадру до Очакова.
25 травня частина кораблів османської ескадри заблокували вихід із лиману до моря. Таким чином основною військовою силою, що протистояла османському флоту була козацька флотилія.
7 червня османський капітан-паша кинув у бій у Дніпровському лимані 36 суден. Та більша маневреність козацьких чайок, ніж трипалубних фрегатів, визначила перевагу козацького флоту. Під час сильного вітру на веслах зі спущеними вітрилами, взявши на буксир неповороткі скампавеї, флотилія, під командуванням Сидора Білого, атакувала османський флот. У цьому бою османи втратили три лінійних кораблі й змушені були знову відступити в Очаків.
17 червня, у лимані поблизу Очакова, козацька флотилія та «російська» парусна ескадра, під командуванням Джона Поль Джонса (обидві флотилії, в основному, комплектували екіпажі своїх кораблів в Україні та з українців) атакували османський флот. У ніч на 18 червня капудан-паша спробував вивести свій флот із лиману, але під час здійснення цієї операції османські кораблі потрапили під вогонь берегової батареї Суворова на Кінбурнській косі й гармат суден козацької флотилії. Розгром османського флоту був повним: загальні втрати становили 15 суден, 6 тисяч вояків вбитими й пораненими, близько 2 тисяч полоненими. Проте й козаки, хоч і виграли битву, понесли втрати. Під час абордажних боїв загинуло 18 козаків, в полон потрапило 235 козаків. Було смертельно поранено й кошового отамана Сидора Білого.
За підсумками козацьких перемог радісний Потьомкін доповідав 19 червня 1788 року в Петербург: «Флот капудан-паші веслувальною флотилією розгромлений, 6 кораблів лінійних спалено та 2 піддалися… 30 суден розбиті… Між кораблями знищені капудан-пашинський та віце-адміральський, у полон узято людей з 3000, побито не менше… Ця перемога отримана малими, новозбудованими за небувалим калібром, веслувальними суднами… з 200 менших гребних суден, в кожному по 60 запорожців… Цими суднами керують запорожці, котрих тепер є двадцять тисяч на чолі з їх отаманом Сидором Білим».
Влітку 1788 року гребна частина флотилії мала 51 великих кораблі, парусна ескадра — 14 (лінійні кораблі та фрегати). І хоча основі сили Чорноморського флоту складали козацькі човни, офіційно керівництво ескадрами здійснювали контр-адмірали Карл Нассау-Зіген та Джон Поль Джонс. На початку червня під Очаковим Суворов писав: «… проти бусурманських суден видається мені корисним направити до блокфорту мої запорозькі судна, які лише одні здатні до погоні».
Війська Григорія Потьомкіна розпочали облогу османської фортеці Очаків. Османська ескадра була розбита, із моря до фортеці османи не могли підвозити припаси та війська, оскільки силами Лиманської флотилії Чорноморського флоту ця небезпека була знята.
Облога Очакова тривала аж до грудня. Хоча місто й залишилось без підтримки флоту, воно отримувало підтримку з о. Березань. Як тоді казали «якщо Очаків був ключем до дверей в Чорне море, то Березань — його засувом». Далекобійні гармати цієї фортеці діставали до Кінбурнської коси, не даючи російським галерам ні вийти в море, ні висадити десант біля стін Очакова.
Потьомкін ще в липні наказав Суворову штурмом оволодіти островом, але російський армія, хоча й атакувала його, проте невдало.
У жовтні 1788 року Г. Потьомкін доручив Антіну Головатому захопити османське укріплення на острові Березань. Козаки, взявши на плечі гармати, під вогнем османських батарей, стрімко атакували. Після навального штурму козаки оволоділи береговими окопами та османською артилерійською батареєю. Незабаром у полон здався весь османський гарнізон. Усього було захоплено 300 вояків, 23 гармати, 150 бочок пороху і кілька ворожих знамен. У козаків загинули полковий старшина, 4 курінних отамани та 24 козаки. За цей подвиг Головатий був нагороджений Георгіївським хрестом.

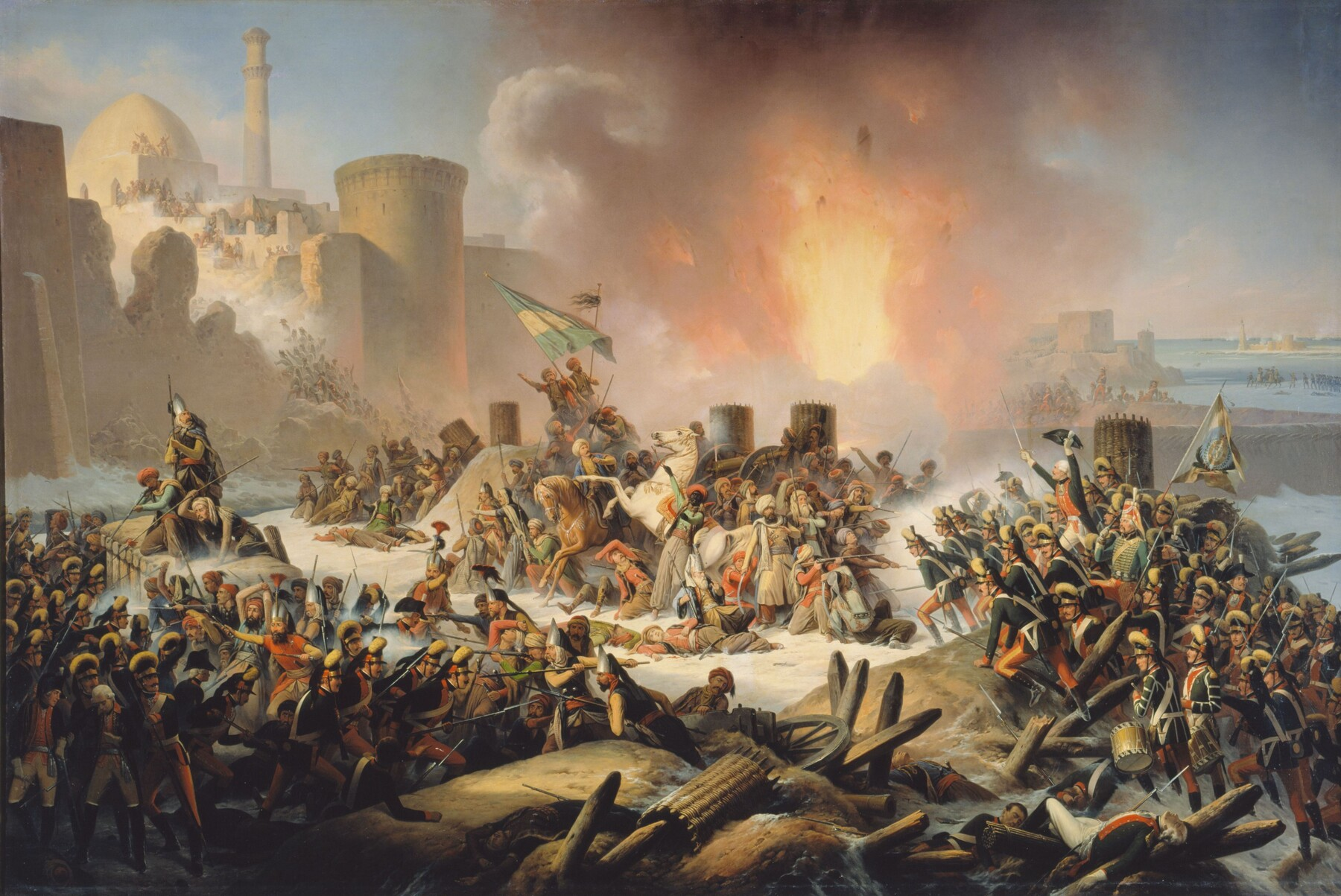
Облога Очакова 1788 р.

Восени 1788 року Потьомкін за безініціативність під Очаковом відсторонив Нассау-Зігена від посади «командувача» гребною флотилією та призначив замість нього іншого іноземця — генерала де Рібаса. Антін Головатий офіційно залишився лише командиром ескадри козацьких чайок.
Очаків забрали в османів у грудні 1788 року за активної допомоги українських козаків, які брали участь у його штурмі на лівому фланзі армійських підрозділів та атаці з моря козацької флотилії. Найавторитетніші серед військових нагороди за штурм Очакова отримали наступні особи: Військовий орден Св. Великомученика і Побідоносця 1 ступеня — генерал-фельдмаршал Г. О. Потьомкін-Таврійський; 2 класу — генерал-поручник В. А. принц Ангальт-Бернбург та генерал-поручник О. М. Самойлов; 4 класу — бригадир З. О. Чепіга та полковник А. А. Головатий.

### Кампанія 1789 року
1789 року за планом Потьомкіна планувалось заволодіти Бендерами та іншими фортецями Бессарабії. Армія Румянцева повинна була спільно з австрійським корпусом принца Кобургського наступати до нижнього Дунаю. Через інтриги Потьомкіна Румянцев був замінений генералом М. Репніним, а потім обидві армії об'єднані в одну — Південну — під командуванням Потьомкіна.
У липні головні сили військ рушили до Бендер. Великий візир Юсуф-паша направив 30-тисячний корпус Османа-паші проти австрійського корпусу (12 тис. вояків), але дивізія Суворова (5 тис. вояків) прийшла йому на допомогу і 21 липня (1 серпня) 1789 корпус Османа-паші був розбитий під Фокшанами.
Юсуф-паша з головними силами (близько 100 тис. вояків) перейшов у наступ проти австрійського корпусу принца Кобургського (18 тис. вояків), але Суворов, який знову був надісланий на допомогу з 7-тисячною армією, 11 (22 вересня) розгромив османів поблизу Римника. Серед підрозділів, які особливо відзначилися в цій битві, були Стародубський та Чернігівський карабінерні полки, які складалися з українців. Під час штурму османського табору першим увірвався на ворожі позиції саме Стародубський полк. Переконлива перемога під Римником дала можливість російським військам завоювати Хаджибей і оточити одну з наймогутніших османських фортець — Ізмаїл.
Взяття Хаджибея здійснили шість полків козаків-чорноморців (три полки кавалерії та три піхоти загальною кількістю 3000 вояків) під командуванням отамана Захара Чепіги та загальним керівництвом І. де Рібаса (Дерібаса), з одночасним штурмом морським десантом флотилії під командуванням Антіна Головатого. 14 вересня 1789 р. козаки оволоділи Хаджибейською фортецею.
Слідом за Хаджибеєм впала фортеця Аккерман, а за нею козацька ескадра Антіна Головатого із 50 чайок при підтримці козацької кінноти Захарія Чепіги і російської піхоти Михайла Кутузова нічним штурмом взяла фортецю Бендери на Дністрі.

### Кампанія 1790 року
1790 року Потьомкіну було поставлено завдання рішучими діями домогтися якнайшвидшого переможного закінчення війни, але він діяв повільно і мляво. Османське командування розвернуло активні дії на Кавказі і готувало десант до Криму. Але 40-тисячна армія Батал-паші, що наступала від Анапи у Кабарду, була в вересні розбита, а російський Чорноморський флот під командуванням контр-адмірала Ф. Ушакова завдав поразки османському флоту у Керченській морській битві у липні 1790 року та у битві поблизу Тендри (у серпні), чим зірвав висадку османського десанту в Криму.
У вересні 1790 року Австрія вийшла з війни. Попри це, підписання Росією миру зі Швецією дозволило восени почати наступ на Дунай.
На початку грудня флотилія Головатого увійшла в Дунай. Напроти Ізмаїла османи розташували важку артилерійську батарею на острові Сулин, яка не дозволяла підійти до фортеці, в Дунаї вели патрулювання османські кораблі. Спочатку флот під командуванням Головатого взяв штурмом Сулин і дав змогу розмістити там артилерію Суворова. Після цього у двох битвах біля острова Верхні Чатапи і вище Ізмаїла потопив османські кораблі, чим лишив османську фортецю можливості отримувати підкріплення і припаси. Наступною впала фортеця Табія, на штурм якої Головатий вів козаків особисто. Розвиваючи успіх, Головатий зі своїми козаками вдарив на Ізмаїл і у кровопролитному бою взяв редути і важку османську батарею, яка прикривала фортецю зі сторони Дунаю.
11 грудня 1790 року десант флотилії Головатого розпочав новий штурм. 100 козацьких суден атакували Ізмаїл із боку Дунаю і під градом ядер і картечі висадили козаків для штурму фортеці. Козаки першими увійшли у фортецю. Після цього надійшла допомога від гренадерів Кутузова військ Суворова. У бою за Ізмаїл чорноморські козаки А.Головатого взяли 26 османських знамен, десятки гармат, багато зброї і амуніції. За взяття Ізмаїла Антон Головатий був нагороджений хрестом Святого Георгія, а козаки — срібною медаллю «За отменную храбрость при взятии Измаила декабря 11 дня 1790». Таким чином, саме дії флотилії козацького «адмірала» А. Головатого відкрили шлях до Ізмаїлу з боку Дунаю, та вирішили питання взяття фортеці. Суворов особисто відзначав у рапорті Потьомкіну «полковника і кавалера Головатого, який відмінною хоробрістю, працею і постійним старанням не тільки війську своєму подавав приклад, але й сам діяв безстрашно».
Разом із тим у вересні османське командування вирішило змінити ситуацію на Кубані, де створила 25-тисячний корпус на чолі із Батал-пашою. Останній спробував відвоювати землі колишньої Казиєвої орди, але зрештою зазнав невдачі, чим деморалізував кавказькі народи, які стали поступово переходити на російський бік.

### Кампанія 1791 року
Наприкінці лютого 1791 року Потьомкін поїхав до Петербургу, і керування армією прийняв на себе генерал Рєпнін.
У червні 1791 року російські війська під командуванням Рєпніна перейшли через Дунай і завдали османській армії поразки при Бабадазі та Мачині. На Кавказі російські війська захопили Анапу.
Перемога у Мачина, 28 червня 1791 року, змусила османського візира розпочати мирні перемовини, які всіляко затягувались. Розгром Ушаковим османського флоту при Каліакрії 31 липня (11 серпня) прискорив підписання Ясського мирного договору, за яким до Росії відійшла територія між Південним Бугом і Дністром, а також підтверджено анексію Криму Російською імперією. Бессарабія (в тому числі здобутий Ізмаїл) та придунайський край залишались в складі Оттоманської імперії.

## У літературі
- «Очаківський розмир» — історичний роман Спиридона Добровольського про події російсько-турецької війни 1787—1791 рр. Письменник малює запеклі бої за Березань, Очаків, Бендери, Ізмаїл.